# 山勝会
二代目山勝会（やまかつかい）は、札幌市に本拠を置く暴力団で、指定暴力団・六代目山口組の3次団体。

## 歴史
初代会長・山口勝彦は六代目山口組 三代目誠友会（会長・船木一治）で若頭を務めていたが、2006年（平成18年）8月に亡くなった。

## 歴代会長
- 初代：山口勝彦（三代目誠友会若頭）六代目山口組若頭補佐 六代目清水一家総長 高木康男、六代目山口組幹部 茶谷政一家 総長 茶谷政雄 とは五分兄弟分
- 2代目：関谷弘志（四代目誠友会若頭）